# Nanana's Buried Treasure
Nanana's Buried Treasure (龍ヶ嬢七々々の埋蔵金, Ryūgajō Nanana no maizōkin) est une série de light novels écrite par Kazuma Ōtorino et illustrée par Akaringo et Non. Elle est publiée depuis janvier 2012 par Enterbrain et neuf tomes sont commercialisés en juin 2015. Une adaptation en manga par Hitoshi Okuda est publiée depuis 2012. Une adaptation en série télévisée d'animation produite par A-1 Pictures est diffusée entre avril et juin 2014 sur Fuji TV au Japon et en simulcast sur Wakanim dans les pays francophones.

## Synopsis
Forcé par son père, Jūgo se voit transféré vers une zone scolaire spéciale installée sur une île artificielle. Devant vivre avec 40000 yens par mois, il choisit de s’installer dans un appartement bon marché. Il se trouve que cet appartement est hanté par Nanana qui était autrefois une NEET. Sollicité par Nanana, Jūgo décide de rejoindre le club d’aventure de son lycée et de partir à la recherche de la « Collection de Nanana », un trésor renfermant un mystérieux pouvoir…

## Personnages
Jūgo Yama (八真 重護, Yama Jūgo)
Voix japonaise : Yūki Ono
Nanana Ryūgajō (龍ヶ嬢 七々々, Ryūgajō Nanana)
Voix japonaise : Rui Tanabe
Tensai Ikkyū (壱級 天災, Ikkyū Tensai)
Voix japonaise : Kana Asumi
Daruku Hoshino (星埜 ダルク, Hoshino Daruku)
Voix japonaise : Kana Hanazawa

## Light novel
Écrite par Kazuma Ōtorino avec des illustrations de Akaringo, la série est publiée à partir du 30 janvier 2012 par Enterbrain. Neuf tomes sont commercialisés au 29 juin 2015. À partir de juillet 2014, Non s'occupe des illustrations du fait de problèmes de santé d'Akaringo.

## Anime
L'adaptation en anime est annoncée en décembre 2013. Il est produit au sein du studio A-1 Pictures avec une réalisation de Kanta Kamei, un scénario de Hideyuki Kurata et des compositions de Keigo Hoashi et MONACA. La série est diffusée initialement sur Fuji TV dans la case-horaire noitaminA du 10 avril au 19 juin 2014. Dans les pays francophones, elle est diffusée en simulcast par Wakanim.

### Liste des épisodes
| No | Titre en français                       | Titre original                                                                      | Date de 1re diffusion |
| -- | --------------------------------------- | ----------------------------------------------------------------------------------- | --------------------- |
| 1  | Déshérité et exilé                      | 勘当されて島流し Kandō-sarete shimanagashi                                          | 10 avril 2014         |
| 2  | Lycée 3 de Nanaejima - Club d'aventures | 七重島第三高等部・冒険部 Nanae-jima dai san kōtōbu bōkenbu                          | 17 avril 2014         |
| 3  | Des ruines à 1 000 m de haut            | 地上1000mの《遺跡》 Chijō 1000m no iseki                                            | 24 avril 2014         |
| 4  | Rêves, ambitions, refus, admiration     | 夢とか野望とか否定とか憧れとか Yume to ka yabō to ka hitei to ka akogare to ka      | 1er mai 2014          |
| 5  | Mission impossible                      | ミッション・インポッシブル Misshon Inposshiburu                                     | 8 mai 2014            |
| 6  | En route pour les sources chaudes       | いざ、温泉街へ Iza, onsen machi e                                                   | 15 mai 2014           |
| 7  | Hotline du cœur pour un méchant         | 悪党のお悩み相談 Akutō no o nayami sōdan                                            | 22 mai 2014           |
| 8  | Un étrange visiteur                     | 奇妙な来訪者 Kimyō na raihō-sha                                                     | 29 mai 2014           |
| 9  | Étude sur Ikusaba Hiyo et Yoshino Saki  | 戦場緋夜と吉野咲希についての考察 Ikusaba Hiiyo to Yoshino Saki ni tsuite no kōsatsu | 5 juin 2014           |
| 10 | Confrontation                           | 対決 Taiketsu                                                                       | 12 juin 2014          |
| 11 | La détermination de Yama Jugo           | 八真重護が決める覚悟 Yama Jūgo ga kimeru kakugo                                     | 19 juin 2014          |